# Liparis volcanica
Liparis volcanica là một loài thực vật có hoa trong họ Lan. Loài này được R.González & Zamudio mô tả khoa học đầu tiên năm 1993.